# Ommatius callidus
Ommatius callidus är en tvåvingeart som beskrevs av Scarbrough 2003. Ommatius callidus ingår i släktet Ommatius och familjen rovflugor.
Artens utbredningsområde är Kongo. Inga underarter finns listade i Catalogue of Life.